# Ulysses (rumsonde)
 For alternative betydninger, se Ulysses. (Se også artikler, som begynder med Ulysses)
Ulysses ((latin): Odysseus) er en rumsonde der blev sendt af sted fra rumfærgen Discovery (STS-41) i oktober 1990. Sonden er et fælles projekt mellem Den Europæiske Rumorganisation og NASA. Formålet med sonden er at undersøge Solen herunder Solens poler, solvinde og magnetfelter. Ulysses er opkaldt efter Homers Odysseus som Dante møder i Inferno hvor han vil finde en verden bag Solen.
Den passerede Jupiter 8. februar 1992 for at kunne undersøge Solens poler. Den observerede Solens sydpol i 1994 og i 1995 Solens nordpol, d. 15. Marts 2008 passerede den Solens nordpol for 3. gang.
Sonden har for længst opfyldt målsætningerne efter 18 år i rummet, og datasignalerne er ved at forsvinde (februar 2008), så man forventer ikke flere oplysninger fra sonden. Da Ulysses skulle være fem gange så langt væk fra Solen som Jorden har den ikke solceller. Den har i stedet for en radioisotopgenerator med radioaktivt plutonium. Efter 17 år er varmeproduktionen for lav til at undgå at styrebrændstoffet hydrazin fryser til is. Styrebrændstoffet anvendes til at rette Ulysses' krop og dermed også 1,65 m parabolantennen rettet mod Jorden.

## Forhistorie
I 1979 blev NASA og ESA enige om ISPM (International Solar Polar Mission). En europæisk og en amerikansk solsonde skulle omkredse Solen i polære baner således at de observerede hver sin halvkugle af Solen. Opsendelsen var planlagt til 1983, men i 1981 meddelte NASA at den amerikanske solsonde var sparet væk. Til gengæld ville NASA bidrage med opsendelsen med rumfærgen og et kryogent Centaur-rakettrin og kommunikere vha. Deep Space Network. Samtidigt forsynede det amerikanske energiministerium Ulysses-sonden med plutonium-238 til 260 W radioisotopgeneratoren. Opsendelsen var planlagt til 1986 men på grund af Challenger-ulykken blev opsendelsen flyttet til 1990 og det halvfarlige Centaur-rakettrin blev udskiftet med to svagere PAM-S og IUS-rakettrin. Dornier GmbH havde færdigbygget ESA-ISPM (Ulysses) i 1983 og den blev opbevaret i støvfrie omgivelser indtil 1990.
Se også
- Liste over rumsonder